# شوغاكن (آراغاتسوتن)
مدينة شوغاكن (بالإنجليزية: Shoghakn)‏ هي إحدى المدن التابعة لمقاطعة آراغاتسوتن في أرمينيا. يقدر عدد سكانها بـ 150 نسمة حسب الإحصاء الذي جرى عام 2011.